# Pommier-de-Beaurepaire
Pommier-de-Beaurepaire és un municipi francès situat al departament de la Isèra i a la regió d'Alvèrnia-Roine-Alps. L'any 2007 tenia 672 habitants.

## Demografia

### Població
El 2007 la població de fet de Pommier-de-Beaurepaire era de 672 persones. Hi havia 270 famílies de les quals 70 eren unipersonals (37 homes vivint sols i 33 dones vivint soles), 86 parelles sense fills, 94 parelles amb fills i 20 famílies monoparentals amb fills.
La població ha evolucionat segons el següent gràfic:
Habitants censats

### Habitatges
El 2007 hi havia 323 habitatges, 282 eren l'habitatge principal de la família, 32 eren segones residències i 9 estaven desocupats. 301 eren cases i 19 eren apartaments. Dels 282 habitatges principals, 240 estaven ocupats pels seus propietaris, 36 estaven llogats i ocupats pels llogaters i 6 estaven cedits a títol gratuït; 1 tenia una cambra, 10 en tenien dues, 44 en tenien tres, 62 en tenien quatre i 164 en tenien cinc o més. 244 habitatges disposaven pel capbaix d'una plaça de pàrquing. A 110 habitatges hi havia un automòbil i a 138 n'hi havia dos o més.

### Piràmide de població
La piràmide de població per edats i sexe el 2009 era:
| Homes | Edats   | Dones |
| ----- | ------- | ----- |
| 0     | 95 o +  | 4     |
| 4     | 90 a 94 | 0     |
| 4     | 85 a 89 | 0     |
| 0     | 80 a 84 | 0     |
| 20    | 75 a 79 | 24    |
| 20    | 70 a 74 | 16    |
| 24    | 65 a 69 | 24    |
| 8     | 60 a 64 | 16    |
| 8     | 55 a 59 | 12    |
| 28    | 50 a 54 | 4     |
| 36    | 45 a 49 | 36    |
| 24    | 40 a 44 | 20    |
| 16    | 35 a 39 | 28    |
| 20    | 30 a 34 | 12    |
| 20    | 25 a 29 | 12    |
| 8     | 20 a 24 | 8     |
| 12    | 15 a 19 | 16    |
| 24    | 10 a 14 | 8     |
| 32    | 5 a 9   | 20    |
| 12    | 0 a 4   | 4     |

## Economia
El 2007 la població en edat de treballar era de 411 persones, 320 eren actives i 91 eren inactives. De les 320 persones actives 290 estaven ocupades (164 homes i 126 dones) i 29 estaven aturades (10 homes i 19 dones). De les 91 persones inactives 27 estaven jubilades, 27 estaven estudiant i 37 estaven classificades com a «altres inactius».

### Ingressos
El 2009 a Pommier-de-Beaurepaire hi havia 283 unitats fiscals que integraven 695,5 persones, la mediana anual d'ingressos fiscals per persona era de 16.723 €.

### Activitats econòmiques
Dels 21 establiments que hi havia el 2007, 1 era d'una empresa alimentària, 3 d'empreses de fabricació d'altres productes industrials, 5 d'empreses de construcció, 5 d'empreses de comerç i reparació d'automòbils, 3 d'empreses d'hostatgeria i restauració, 1 d'una empresa immobiliària i 3 d'empreses de serveis.
Dels 6 establiments de servei als particulars que hi havia el 2009, 1 era un taller de reparació d'automòbils i de material agrícola, 1 lampisteria, 2 electricistes, 1 restaurant i 1 agència immobiliària.
L'únic establiment comercial que hi havia el 2009 era una fleca.
L'any 2000 a Pommier-de-Beaurepaire hi havia 37 explotacions agrícoles que ocupaven un total de 874 hectàrees.

## Equipaments sanitaris i escolars
El 2009 hi havia una escola elemental.

## Poblacions més properes
El següent diagrama mostra les poblacions més properes.